# Josefa Carrillo y Albornoz
Josefa Carrillo de Albornoz y Salazar, marquesa de Castellón (nacida en San Juan de Lurigancho, Lima) fue una patriota que luchó por la independencia del Perú.

## Biografía
Sus padres fueron Fernando Carrillo de Albornoz y Bravo de Lagunas, VI conde de Montemar, y María Rosa de Salazar y Gaviño, VI condesa de Monteblanco. Fue hermana de los también patriotas Petronila, marquesa de Casa Boza, y Fernando, quien abandonó el bando para apoyar la causa realista.
En 1797 contrajo matrimonio con Juan de Buendía y Lezcano, IX marqués de Castellón. La pareja tuvo una hija, Clara de Buendía, quien se casó con Diego de Aliaga.
Tomó parte activa del proceso de independencia de la colonización española, escribiendo cartas comprometedoras dirigidas al libertador José de San Martín en donde daba cuenta de los movimientos del ejército realista, el ambiente limeño de esa época y los preparativos para recibir al ejército libertador. En el momento en que San Martín ocupó la ciudad de Lima la nombró procera de la Independencia, después de que ella conspirase contra el virrey José de la Serna.
Descendiente de Juan Carrillo, primer marqués de Castellón y Monteblanco, representa a una de las mujeres que luchó por la independencia del Perú. Ante las preguntas que le formulaban sobre los temores y lo comprometida que se encontraba con la independencia del Perú contestaba: 

«...era necesario ese sacrificio, para gozar ahora la compensación de haber conseguido la independencia de la patria. Ya pueden ustedes ver, que no se necesita tanto, cuando el tiempo que nos resta para gozar, es mucho más dilatado, que el que, hemos pasado.»

Una institución educativa de mujeres, ubicada en Chosica, lleva su nombre.